# Muzeul Albertina

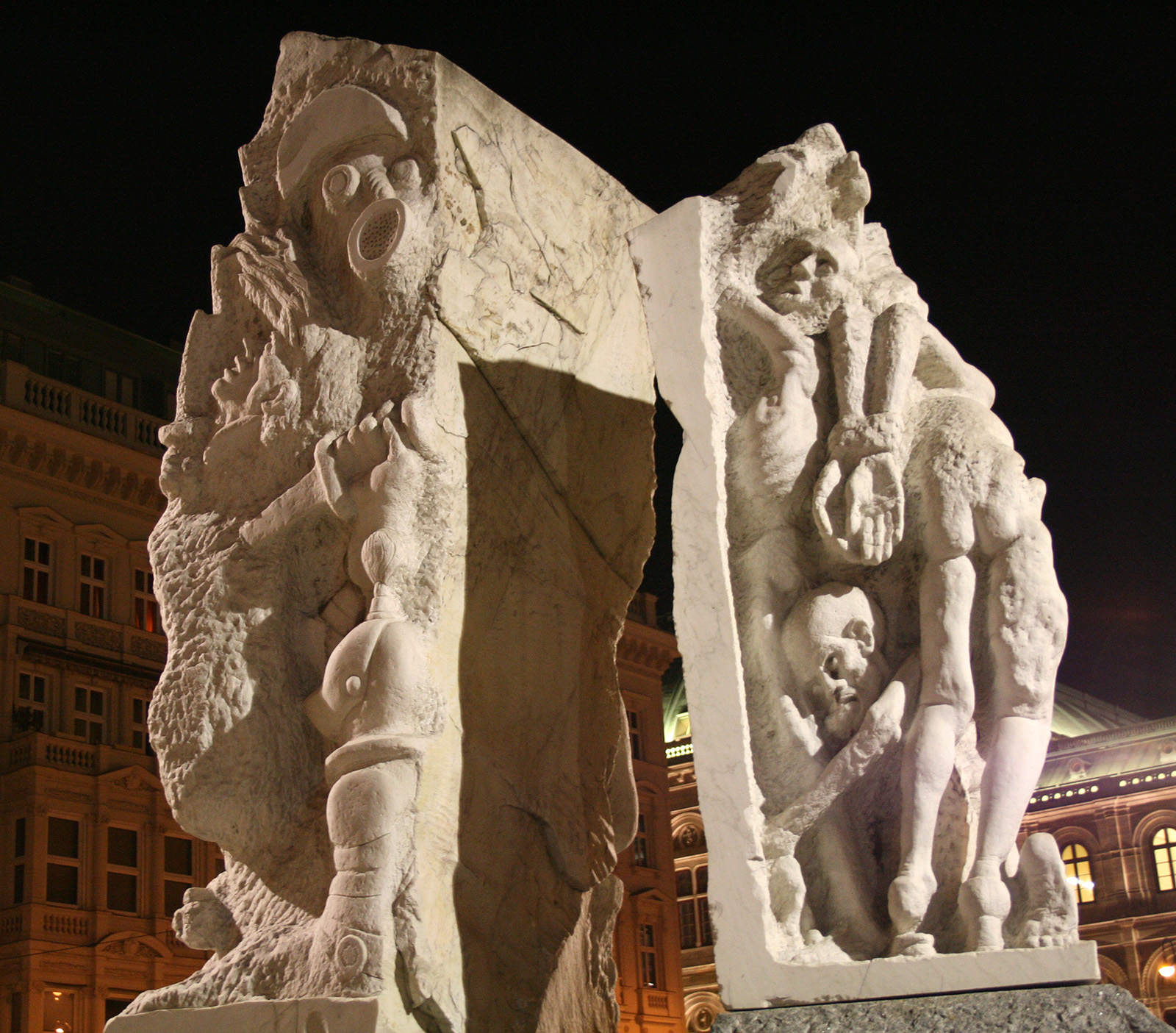
Memorialul realizat de Alfred Hrdlicka

Muzeul Albertina se află în Innere Stadt, centrul orașului Viena. Denumirea muzeului provine de la fondatorul său, Prințul Albert de Saxonia, Duce de Teschen.
În sălile palatului-muzeu sunt expuse peste 65.000 de desene și aproximativ 1 milion de lucrări de grafică, de la vechii maeștri la artiști moderni. Printre numele de referință se regăsesc Albrecht Dürer, Leonardo da Vinci, Michelangelo Buonarroti, Rembrandt, Rubens, Claude Lorrain, Eugène Delacroix, Édouard Manet, Paul Cézanne.
Din artiștii secolului XX, sunt reprezentați în special cei austrieci, și anume Egon Schiele, Gustav Klimt sau Oskar Kokoschka.
Din creațiile artiștilor români sunt prezentate lucrări ale lui Ignat Bednarik (desene și acuarele), respectiv gravuri ale lui Nicolae Brana.
În fața clădirii muzeului a fost amplasată o lucrare de sculptură monumentală, și anume memorialul dedicat victimelor atrocităților din cel de al doilea război mondial, realizat de sculptorul Alfred Hrdlicka.